# Club Deportivo Numancia de Soria 2015-2016

## Rosa
| N. |                      | Ruolo | Calciatore         |
| -- | -------------------- | ----- | ------------------ |
| 1  | Spagna (bandiera)    | P     | Juan Pablo Colinas |
| 3  | Spagna (bandiera)    | D     | Adrián Ripa        |
| 4  | Spagna (bandiera)    | C     | Marc Pedraza       |
| 5  | Spagna (bandiera)    | D     | Francisco Regalón  |
| 6  | Spagna (bandiera)    | D     | Iñigo Pérez        |
| 7  | Spagna (bandiera)    | C     | Dani Aquino        |
| 8  | Spagna (bandiera)    | C     | Jon Gaztañaga      |
| 9  | Spagna (bandiera)    | A     | Álex Alegría       |
| 10 | Venezuela (bandiera) | C     | Julio Álvarez      |
| 11 | Spagna (bandiera)    | A     | Javier Del Pino    |
| 12 | Uruguay (bandiera)   | C     | Jorge Díaz         |
| 13 | Spagna (bandiera)    | P     | Munir              |

| N. |                   | Ruolo | Calciatore        |
| -- | ----------------- | ----- | ----------------- |
| 14 | Spagna (bandiera) | D     | Luis Valcarce     |
| 15 | Spagna (bandiera) | C     | David Concha      |
| 16 | Spagna (bandiera) | D     | Juanma            |
| 17 | Spagna (bandiera) | D     | Unai Medina       |
| 18 | Spagna (bandiera) | C     | Vicente           |
| 19 | Spagna (bandiera) | C     | Antonio Martínez  |
| 21 | Spagna (bandiera) | C     | Marc Mateu        |
| 22 | Spagna (bandiera) | D     | Pedro Orfila      |
| 23 | Spagna (bandiera) | A     | Adrián Dalmau     |
| 24 | Perù (bandiera)   | D     | Alexander Callens |
| 27 | Spagna (bandiera) | C     | Nacho Sánchez     |